# 大野まめバス
大野まめバス ( おおのまめバス ) は、「大野地域交通対策協議会」が運営し、西肥バスが運行するコミュニティバスである。

## 概要
- 平成24年4月16日運行開始。
- 長崎県 佐世保市大野地区を中心に運行している。

## 沿革
- 2012 ( 平成24 ) 年4月16日 試験運行開始。
- 同年12月 全便大野モールへの乗り入れを開始。
- 2013 ( 平成25 ) 年4月1日  本格運行開始。
- 2017 ( 平成29 ) 年8月1日  運賃改定。

## 路線
- 才牟田線 [1]
  - 大野モール - 大野 ( 才牟田方面のみ停車 ) - 左石駅前 - 四条橋 - アソカ幼稚園上 - 神社参道入口 - 坂の下公民館上 - 坂の上分道 - 坂の下北 - 坂の上西区一 - 坂の上西区二 - 坂の上中央区 - 二十一分団詰所前 - 坂の上北区 - 才牟田 - 上楠木公民館
  - アソカ幼稚園上 - 才牟田 間は自由乗降区間。
  - 上楠木公民館行きが3本、才牟田行きが1本、大野モール行きが4本。
  - 所要時間の目安 大野モールを基準に
    - 坂の上分道まで10~11分
    - 才牟田まで13~14分
    - 上楠木公民館まで15~16分
- 岩下洞穴・瀬戸越団地線 [2]
  - 大野モール - 工業高校前 - 公園前 - 南区中央 - 南区峠 - 白石アパート前 - ポンプ場上 - 淀姫神社 - 峰公民館上 - 峰二班 - 峰一班 - 岩下洞穴前
  - 公園前 - ポンプ場上 間 ( ここが瀬戸越団地にあたる ) と、峰公民館上 - 岩下洞穴前 間は自由乗降区間。
  - 瀬戸越団地内の区間は上り下り同じ向きに通過。
  - 岩下洞穴前行きが3本、大野モール行きが4本。
  - 所要時間の目安 大野モールを基準に
    - 南区峠まで5分
    - 峰公民館上まで14分
    - 岩下洞穴前まで17分
- 両線とも土日祝日及び1月1日〜3日は運休。

## 運賃
- 大人310円、小人160円。
- 10枚綴りで3100円の回数券がある。
- nagasaki nimoca等の全国交通系ICカード、佐世保市敬老特別乗車証などは使用不可。
- 2017年の運賃改定で1回乗車時の運賃が大人、小人各10円だけ値上がりした。

## 車両
旅客定員12名 ( 乗車定員13名 ) のハイエース